# Wouwsche Plantage (boswachterij)

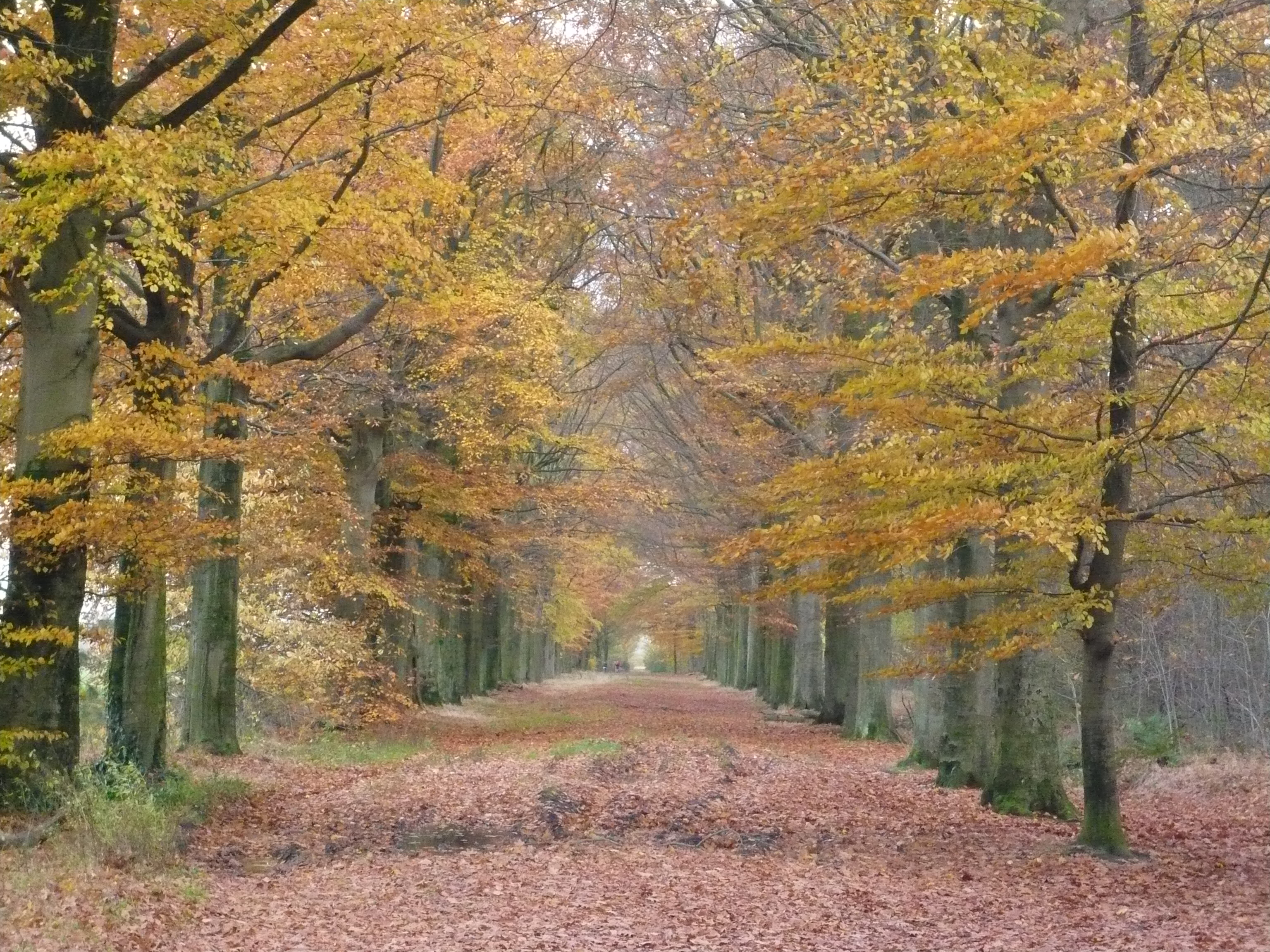
Laan met beuken in herfst

De Wouwsche Plantage is een bos ten zuiden van het dorp de Wouwse Plantage in de provincie Noord-Brabant.
Het bosgebied is circa 74 ha en sinds 1996 eigendom van Staatsbosbeheer.
Nabij het bos bevindt zich landgoed Wouwse Plantage dat 950 ha meet. Aan de rand ligt de golfbaan van Golfclub Wouwse Plantage.
Het bos is bereikbaar via de A58.